# Règles de Konovalov
En chimie physique, et plus particulièrement en thermodynamique, les deux règles de Konovalov, également appelées lois de Konovalov, décrivent l'évolution à température constante d'une phase vapeur en fonction de la composition de la phase liquide en équilibre.
Ces règles ont été établies expérimentalement par Dimitri Konovalov en 1881 et 1884 et démontrées en 1895 par Max Margules. La deuxième de ces règles, qui concerne les azéotropes à température constante, peut être généralisée et démontrée rigoureusement, elle n'est qu'un cas particulier du théorème de Gibbs-Konovalov.
Les règles de Konovalov sont fondamentales dans le domaine de la distillation et de la rectification.

## Énoncés

### Première règle de Konovalov
La première règle de Konovalov énonce que :
« À température donnée, la vapeur est toujours plus riche que le liquide en composant le plus volatil. En d'autres termes, la fraction molaire du composant le plus volatil est toujours plus grande dans la vapeur que dans le liquide. Ou encore, la vapeur est plus riche que le liquide en composant dont l'addition au liquide induit une augmentation de la pression de vapeur totale. »
— Première règle de Konovalov.
À contrario, l'addition au liquide du composant le moins volatil diminue la pression totale, et la phase vapeur est plus pauvre en ce composant que la phase liquide.

### Deuxième règle de Konovalov
La deuxième règle de Konovalov énonce que :
« À température constante, aux points d'extrémum de la pression de vapeur les compositions de la vapeur et du liquide sont identiques. »
— Deuxième règle de Konovalov.
Cette règle décrit donc les azéotropes à température constante. Elle est généralisée par le théorème de Gibbs-Konovalov aux azéotropes à pression constante et aux équilibres de phases autres que l'équilibre liquide-vapeur.

## Démonstration

### Première règle
Cette règle peut être démontrée à l'aide de la relation de Duhem-Margules, qui suppose toutefois que la phase vapeur est un mélange de gaz parfaits.
Soit un équilibre liquide-vapeur de deux corps, notés {\displaystyle {\text{A}}} et {\displaystyle {\text{B}}}. On note :
- {\displaystyle P} la pression ;
- {\displaystyle T} la température ;
- {\displaystyle P_{\text{A}}} et {\displaystyle P_{\text{B}}} les pressions partielles respectives des corps {\displaystyle {\text{A}}} et {\displaystyle {\text{B}}} en phase vapeur ;
- {\displaystyle x_{\text{A}}} et {\displaystyle x_{\text{B}}} les fractions molaires respectives des corps {\displaystyle {\text{A}}} et {\displaystyle {\text{B}}} en phase liquide ;
- {\displaystyle y_{\text{A}}} et {\displaystyle y_{\text{B}}} les fractions molaires respectives des corps {\displaystyle {\text{A}}} et {\displaystyle {\text{B}}} en phase vapeur.

La pression totale {\displaystyle P}, par définition des pressions partielles, vaut :
{\displaystyle P=P_{\text{A}}+P_{\text{B}}}
On a par conséquent, à température {\displaystyle T} constante :
(1) {\displaystyle \left({\partial P \over \partial x_{\text{A}}}\right)_{T}=\left({\partial P_{\text{A}} \over \partial x_{\text{A}}}\right)_{T}+\left({\partial P_{\text{B}} \over \partial x_{\text{A}}}\right)_{T}}
La relation de Duhem-Margules donne :
(2) {\displaystyle {x_{\text{A}} \over P_{\text{A}}}\left({\partial P_{\text{A}} \over \partial x_{\text{A}}}\right)_{T}={x_{\text{B}} \over P_{\text{B}}}\left({\partial P_{\text{B}} \over \partial x_{\text{B}}}\right)_{T}}
Puisque {\displaystyle x_{\text{B}}=1-x_{\text{A}}}, on a :
(3) {\displaystyle \left({\partial P_{\text{B}} \over \partial x_{\text{B}}}\right)_{T}=-\left({\partial P_{\text{B}} \over \partial x_{\text{A}}}\right)_{T}}
Avec les relations (1), (2) et (3) on obtient :
{\displaystyle \left({\partial P \over \partial x_{\text{A}}}\right)_{T}=\left({\partial P_{\text{A}} \over \partial x_{\text{A}}}\right)_{T}\left(1-{x_{\text{A}} \over x_{\text{B}}}{P_{\text{B}} \over P_{\text{A}}}\right)}
On a par définition des pressions partielles :
{\displaystyle P_{\text{A}}=y_{\text{A}}P}
{\displaystyle P_{\text{B}}=y_{\text{B}}P}
On réécrit :
(4) {\displaystyle \left({\partial P \over \partial x_{\text{A}}}\right)_{T}=\left({\partial P_{\text{A}} \over \partial x_{\text{A}}}\right)_{T}\left(1-{x_{\text{A}} \over x_{\text{B}}}{y_{\text{B}} \over y_{\text{A}}}\right)}
La pression partielle d'un corps augmente toujours avec sa fraction molaire en phase liquide ; ainsi pour le corps {\displaystyle {\text{A}}} :
{\displaystyle \left({\partial P_{\text{A}} \over \partial x_{\text{A}}}\right)_{T}\geq 0}
En conséquence, la pression totale augmente avec la fraction molaire du composant {\displaystyle {\text{A}}} en phase liquide :
{\displaystyle \left({\partial P \over \partial x_{\text{A}}}\right)_{T}\geq 0}
si et seulement si :
{\displaystyle 1-{x_{\text{A}} \over x_{\text{B}}}{y_{\text{B}} \over y_{\text{A}}}\geq 0}
soit :
{\displaystyle 1-{x_{\text{A}} \over 1-x_{\text{A}}}{1-y_{\text{A}} \over y_{\text{A}}}\geq 0}
et finalement :
{\displaystyle y_{\text{A}}\geq x_{\text{A}}}
c'est-à-dire si et seulement si la phase vapeur est plus riche en composant {\displaystyle {\text{A}}} que la phase liquide. On a ainsi démontré la première règle de Konovalov.
On note que si la phase vapeur est plus riche en composant {\displaystyle {\text{A}}} que la phase liquide, alors :
{\displaystyle y_{\text{A}}\geq x_{\text{A}}}
{\displaystyle 1-y_{\text{B}}\geq 1-x_{\text{B}}}
{\displaystyle x_{\text{B}}\geq y_{\text{B}}}
la phase vapeur est plus pauvre en composant {\displaystyle {\text{B}}} que la phase liquide.
D'autre part, puisque {\displaystyle x_{\text{B}}=1-x_{\text{A}}}, alors :
{\displaystyle \left({\partial P \over \partial x_{\text{B}}}\right)_{T}=-\left({\partial P \over \partial x_{\text{A}}}\right)_{T}\leq 0}
Ainsi, si l'addition à la phase liquide du composant {\displaystyle {\text{A}}}, le plus volatil, augmente la pression totale, celle du composant {\displaystyle {\text{B}}}, le moins volatil, la diminue.

### Deuxième règle
En prolongation de la démonstration précédente :
{\displaystyle \left({\partial P \over \partial x_{\text{A}}}\right)_{T}=0}
équivaut à :
{\displaystyle x_{\text{A}}=y_{\text{A}}}
À température donnée, si la pression totale atteint un extrémum (maximum ou minimum), alors les compositions des phases liquide et vapeur sont identiques, et réciproquement.
Cette démonstration de la deuxième règle de Konovalov est basée sur la relation de Duhem-Margules, qui suppose que la phase vapeur est un mélange de gaz parfaits. Une démonstration générale est donnée dans l'article Théorème de Gibbs-Konovalov.

### Remarque sur la relation de Duhem-Margules
La relation de Duhem-Margules suppose que la variation de la pression totale {\displaystyle P} de l'équilibre liquide-vapeur est constante. Cette hypothèse est en contradiction aussi bien avec la règle des phases, comme démontré dans l'article dédié à cette relation, qu'avec la première règle de Konovalov, qui décrit une pression totale variant avec la composition du liquide.
En toute rigueur,, en tenant compte de la variation de la pression totale, on a, à la place de la relation (2) :
{\displaystyle \left({x_{\text{A}} \over y_{\text{A}}}-{{\bar {V}}^{\text{l}} \over {\bar {V}}^{\bullet }}\right)\,\left({\partial P_{\text{A}} \over \partial x_{\text{A}}}\right)_{T}=\left({x_{\text{B}} \over y_{\text{B}}}-{{\bar {V}}^{\text{l}} \over {\bar {V}}^{\bullet }}\right)\,\left({\partial P_{\text{B}} \over \partial x_{\text{B}}}\right)_{T}}
avec :
- {\displaystyle {\bar {V}}^{\text{l}}} le volume molaire de la phase liquide ;
- {\displaystyle {\bar {V}}^{\bullet }} le volume molaire de la phase vapeur, supposée être un mélange de gaz parfaits.

La relation (4) devient :
{\displaystyle \left({\partial P \over \partial x_{\text{A}}}\right)_{T}=\left({\partial P_{\text{A}} \over \partial x_{\text{A}}}\right)_{T}\left(1-{{x_{\text{A}} \over y_{\text{A}}}-{{\bar {V}}^{\text{l}} \over {\bar {V}}^{\bullet }} \over {x_{\text{B}} \over y_{\text{B}}}-{{\bar {V}}^{\text{l}} \over {\bar {V}}^{\bullet }}}\right)}
En conséquence on a :
{\displaystyle \left({\partial P \over \partial x_{\text{A}}}\right)_{T}\geq 0}
si et seulement si :
{\displaystyle 1-{{x_{\text{A}} \over y_{\text{A}}}-{{\bar {V}}^{\text{l}} \over {\bar {V}}^{\bullet }} \over {x_{\text{B}} \over y_{\text{B}}}-{{\bar {V}}^{\text{l}} \over {\bar {V}}^{\bullet }}}\geq 0}
qui revient à :
{\displaystyle y_{\text{A}}\geq x_{\text{A}}}
Les règles de Konovalov sont toujours vraies.